# Sankt Lorenzen am Wechsel
Sankt Lorenzen am Wechsel é um município da Áustria, situado no distrito de Hartberg-Fürstenfeld, no estado da Estíria. Tem 48,54 km² de área e sua população em 2019 foi estimada em 1.480 habitantes.